# Le Mans '66
Le Mans '66 (v originále Ford v Ferrari) je americký sportovní film z roku 2019 režiséra Jamese Mangolda natočený na motivy osudů automobilových konstruktérů a závodníků Kena Milese a Carrolla Shelbyho. Snímek sleduje cestu týmu Shelby American k vítězství v závodě 24 hodin Le Mans z roku 1966. Scénář k filmu napsali Jez Butterworth, John-Henry Butterworth a Jason Keller. V hlavních rolích hráli Matt Damon a Christian Bale, v dalších rolích se objevili Jon Bernthal, Caitriona Balfe, Tracy Letts, Josh Lucas, Noah Jupe, Remo Girone a Ray McKinnon.
Film měl premiéru 30. srpna na Telluride Film Festival. Do kin byl uveden 14. listopadu 2019.

## Děj
Film začíná v roce 1963, kdy šéf marketingu Ford Motor Company Lee Iacocca navrhne Henrymu Fordovi II, aby se značka Ford zapojila do prestižního závodění v Le Mans. Dle plánu mělo vyvinutí vítězného závodního supersportu povznést značku Ford v očích mladých Američanů a tím zvýšit tržby značky v tomto segmentu zákazníků. Prvním krokem Fordu byl pokus odkoupit značku Ferrari a její závodní divizi Scuderia Ferrari, která v Le Mans vítězila neustále od roku 1960. Enzo Ferrari ovšem nabídku Fordu na poslední chvíli nepřijal, když dostal lepší od Fiatu, který mu slíbil nerušenou kontrolu nad divizi Scuderia Ferrari.
Rozhořčený Ford nařídil postavit závodní auto, které v Le Mans porazí Ferrari. Iacocca proto najme Carrolla Shelbyho, závodníka a konstruktéra, který Le Mans vyhrál v roce 1959. Shelby se spojí se svým kamarádem, britským závodníkem a konstruktérem Kenem Milesem a společně začnou upravovat čerstvě postavený prototyp Ford GT40 Mk I. Pro předsednictvo Fordu ovšem není horkokrevný Miles vhodným jezdcem, který by měl reprezentovat jejich značku, a proto ho nenechají závodit v Le Mans 1964 a nahradí ho závodníky Philem Hillem a Brucem McLarenem. Všechny nasazené vozy Ford GT40 ovšem závod nakonec nedojely. Zatímco Henry Ford II vidí prohru jako naprostý debakl, Shelby ho přesvědčí, že účast vypěstovala ve Ferrarim strach z konkurence a pokud dostane napříště zcela volnou ruku ve výběru jezdců, tak ho porazí. Shelby a Miles společně vyvinou Ford GT40 Mk II, při jehož testování Miles téměř přijde o život.
V roce 1966 převezme Leo Beebe, viceprezident společnosti Ford, závodní divizi. Jeho cílem je odstranit z týmu Milese, ale Shelby přesvědčí Henryho Forda II, že mu musí nechat odpovědnost nad výběrem jezdců. S Fordem se domluví, že pokud Miles zvítězí v závodě 24 hodin v Daytoně, pojede za tým i v Le Mans. Ford souhlasí. Beebe ovšem do závodu postavil další tým Fordu složený z profesionálů NASCARu závodících pod týmem Holman-Moody. Závod ovšem přesto vyhrál Miles.
Závěr filmu je věnován závodu 24 hodin v Le Mans 1966, během kterého Ken Miles několikrát překonal dosavadní rekordy. Ačkoliv byl Miles s přehledem první, Beebe nařídil Shelbymu, aby Miles počkal na další dva týmy závodící za Ford a do cílové pásky přijeli z reklamních důvodů všichni vedle sebe. Kvůli tomu se vítězem stal Bruce McLaren z druhého fordovského týmu, který startoval ze vzdálenější pozice a tím de facto ujel více než Miles.
Dva měsíce od závodu v Le Mans během testování nového prototypu Ford GT40 J-Car měl Miles na okruhu Riverside International Raceway smrtelnou nehodu. Ford si vítězství v Le Mans zopakoval ještě v letech 1967 až 1969. Stal se tak jedinou americkou automobilkou, která tento prestižní závod vyhrála. Ken Miles byl v roce 2001 posmrtně uveden do Motorsports Hall of Fame of America.

## Obsazení
| Matt Damon         | Carroll Shelby  |
| Christian Bale     | Ken Miles       |
| Jon Bernthal       | Lee Iacocca     |
| Caitriona Balfe    | Mollie Miles    |
| Tracy Letts        | Henry Ford II   |
| Josh Lucas         | Leo Beebe       |
| Noah Jupe          | Peter Miles     |
| Remo Girone        | Enzo Ferrari    |
| Ray McKinnon       | Phil Remington  |
| JJ Feild           | Roy Lunn        |
| Jack McMullen      | Charlie Agapiou |
| Corrado Invernizzi | Franco Gozzi    |
| Tanner Foust       | Ronnie Bucknum  |
| Brent Pontin       | Chris Amon      |
| Benjamin Rigby     | Bruce McLaren   |
| Francesco Bauco    | Lorenzo Bandini |
| Alex Gurney        | Dan Gurney      |

## Ohlasy

### Recenze
Snímek byl u kritiků přijat pozitivně. Na americkém agregátoru recenzí Rotten Tomatoes získal hodnocení 92 % založené na 226 recenzích, z nichž bylo 208 kladných. Na dalším americkém agregátoru recenzí - Metacritic - skončil s hodnocením 81 bodů ze sta, založeném na 43 recenzích.

### Ocenění a nominace
National Board of Review vybralo film do svého žebříčku nejlepších deseti filmů roku 2018. Získal tři nominace na Filmovou cenu Britské akademie a čtyři nominace na Oscara.

## Nepřesnosti ve filmu
Jelikož se děj filmu odehrává nejméně během tří let, řada událostí a faktů je vynechána. Nejvýrazněji je to patrné v momentě, kdy je Miles vyřazen z účasti na závodě 24 hodin v Le Mans 1964 a po debaklu Fordu mu Shelby řekne: "Příští rok to zkusíme znovu," a následně se v ději odehrává závod 24 hodin v Le Mans 1966. Ročník 1965, ve kterém Miles startoval, ale odstoupil již po 4 hodinách kvůli poruše převodovky, je ve filmu zcela vynechán. Ačkoliv to tedy vypadá, že Shelby selhal jen v roce 1964, Ford s Ferrari prohrál také v roce 1965 (ve kterém Ferrari obsadilo první tři pozice).
Dále, ačkoliv ve filmu jde Lee Iacocca najmout rovnou Shelbyho, ve skutečnosti nebyl prvním adeptem. Ford pro debaklu při snaze odkoupit Ferrari nejdříve pro svůj supersport oslovil značky Lotus, Lola a Cooper. Nakonec byla vybrána automobilka Lola, která s Fordem spolupracovala již na vozu Lola Mk6 (1962 až 1963), který startoval na Le Mans 1963, ale závod nedojel. Tehdejší majitel Loly Eric Broadley souhlasil s roční spoluprací s Fordem a odprodejem dvou podvozků vozu Lola Mk6. Ford na stavbu svého supersportu najal Johna Wyera, bývalého šéfa závodního týmu Aston Martin. Spolu s Broadleyem a Wyerem na stavbě spolupracoval konstruktér Roy Lunn, který v roce 1962 postavil prototyp Ford Mustang I. První prototyp Ford GT/10 představili v roce 1964. Až po neúspěších jejich prototypu byl projekt předán Carollu Shelbymu.
Lee Iacocca je ve filmu představen jako šéf marketingu Fordu, který v posledních letech nedokázal zabránit propadu tržeb a čelí tak kritice Lea Beebeho. Ovšem ve skutečnosti Iacocca ve Fordu pracoval od roku 1946 a přestože se nejdříve věnoval marketingu, díky svým nápadům se rychle vypracoval. V roce 1960 se stal generálním manažerem divize Ford; v roce 1965 poté viceprezidentem divize automobilů a nákladních vozů Ford. Později, od roku 1970 do roku 1978 byl dokonce prezidentem společnosti.